# US Avellino 1912
Unione Sportiva Avellino 1912 – włoski klub piłkarski z miasta Avellino w Kampanii założony w 1912 roku. Obecnie gra w rozgrywkach Serie B.

## Historia
Klub został założony w 1912 roku jako US Avellino. Od 1913 roku występował w odpowiedniku czwartej ligi. W sezonie 1945/1946 po raz pierwszy występował w Serie C. W 1973 awansował z kolei do Serie B, natomiast w 1978 wywalczył awans do Serie A. W lidze tej spędził 10 sezonów. W tym czasie najwyższymi pozycją, na której Avellino ukończyło rozgrywki było 8. w sezonach 1981/1982 oraz 1986/1987. W 1988 klub spadł do Serie B, a w 1992 do Serie C1. Do Serie B wrócił w 2003, jednak po sezonie 2003/2004 spadł z niej. Następnie w Serie B występował w sezonie 2005/2006 oraz od sezonu 2007/2008. Wówczas zespół zajął 19. miejsce w Serie B i spadł do Serie C1. FC Messina z powodu problemów finansowych została zdegradowana do Serie D, w efekcie czego Avellino pozostało w Serie B na sezon 2008/2009. Zajęło w nim jednak 21. lokatę i spadło z ligi. Klub nie spełnił jednak wymagań finansowych wymaganych do gry w Serie C1 i nie wystartował w rozgrywkach.
Latem 2009 utworzono nowy klub Avellino Calcio.12 SSD, który rozpoczął ligowe występy od Serie D. W sezonie 2009/2010 zajął w nich 5. miejsce i nie awansował do Lega Pro Seconda Divisione. Został jednak dopuszczony do gry w tej lidze w następnym sezonie z powodu wakatów, które powstały w wyniku niedopuszczenia do gry w rozgrywkach innych zespołów. Przed sezonem 2010/2011 klub zmienił nazwę na Associazione Sportiva Avellino 1912. Tamten sezon zakończył na 4. miejscu, ale po przegranych play-offach nie awansował do Lega Pro Prima Divisione. Ponownie jednak w kolejnym sezonie wystartował w wyższej lidze z powodu wakatów. W sezonie 2012/2013 Avellino wygrało rozgrywki ligowe i awansowało do Serie B.
W 2015 roku klub zmienił nazwę na Unione Sportiva Avellino 1912.

## Reprezentanci kraju grający w klubie
stan na lipiec 2017
|  | - Salvatore Bagni - Francesco Baiano - Andrea Carnevale - Franco Cordova - Fernando De Napoli - Fabrizio Di Mauro - Giuseppe Mascara - Antonio Nocerino - Moreno Roggi - Giovanni Stroppa - Fabrizio Ravanelli |  | - Stefano Tacconi - Davide Zappacosta - Berat Djimsiti - Djamel Mesbah - Daniel Bertoni - Ramón Díaz - Walter Schachner - Witalij Kutuzau - João Batista da Silva - Dirceu - Juary |  | - Andrej Gyłybinow - Søren Skov - Eddy Bembuana Kévé - Benjamin Mokulu - Willy Aubameyang - Patrick Asmah - Nikos Anastopulos - Idrissa Camará - Julio César de León - Rocco Placentino - Fábio César Montezine |  | - Tomas Danilevičius - Gerónimo Barbadillo - Constantin Nica - Wiktor Budianski - Richard Lásik - Attila Filkor - Krisztián Kenesei - Vladimir Koman - Tamás Vaskó - Serge Dié - Moussa Koné |

## Występy w lidze
| Liga                                      | Poziom | Sezony | Lata |
| ----------------------------------------- | ------ | ------ | --- |
| Serie A                                   | I      | 10     | 1978–1988 |
| Serie B                                   | II     | 23     | 1973–1978, 1988–1992, 1995–1996, 2003–2004, 2005–2006, 2007–2009, 2013–2018                                         |
| Serie C Serie C1 Lega Pro Prima Divisione | III    | 37     | 1945–1949, 1950–1951, 1960–1961, 1962–1963, 1964–1973, 1992–1995, 1996–2003, 2004–2005, 2006–2007, 2011–2013, 2019– |
| Serie D                                   | IV     | 1      | 2018–2019 |